# Acrodactyla ocellata
Acrodactyla ocellata là một loài tò vò trong họ Ichneumonidae.